# Hajîn, Berdîciv
Hajîn (în ucraineană Хажин) este o comună în raionul Berdîciv, regiunea Jîtomîr, Ucraina, formată numai din satul de reședință.

## Demografie
Componența lingvistică a satului Hajîn
     Ucraineană (97,05%)
     Rusă (2,58%)
     Alte limbi (0,27%)
Conform recensământului din 2001, majoritatea populației satului Hajîn era vorbitoare de ucraineană (97,05%), existând în minoritate și vorbitori de rusă (2,58%).